# Hexatoma (Eriocera) ceroxantha
Hexatoma (Eriocera) ceroxantha is een tweevleugelige uit de familie steltmuggen (Limoniidae). De soort komt voor in het Oriëntaals gebied.